# انجمن منتقدان فیلم بلژیک
انجمن منتقدان فیلم بلژیک (فرانسوی: Union de la critique de cinéma‎) سازمانی از منتقدان سینما شامل انتشارات مستقر در بروکسل، بلژیک است. انجمن منتقدان فیلم بلژیک در اوایل دهه ۱۹۵۰ در بروکسل تأسیس شد. اعظای آن شامل بازرسان فیلم از روزنامه‌های روزانه و مجلات هفتگی بلژیک است.
این انجمن هر ساله جایزه آندره کاونس را به بهترین فیلم برگزیده سینمای بلژیک اعطا می‌کند.